# 題西林壁

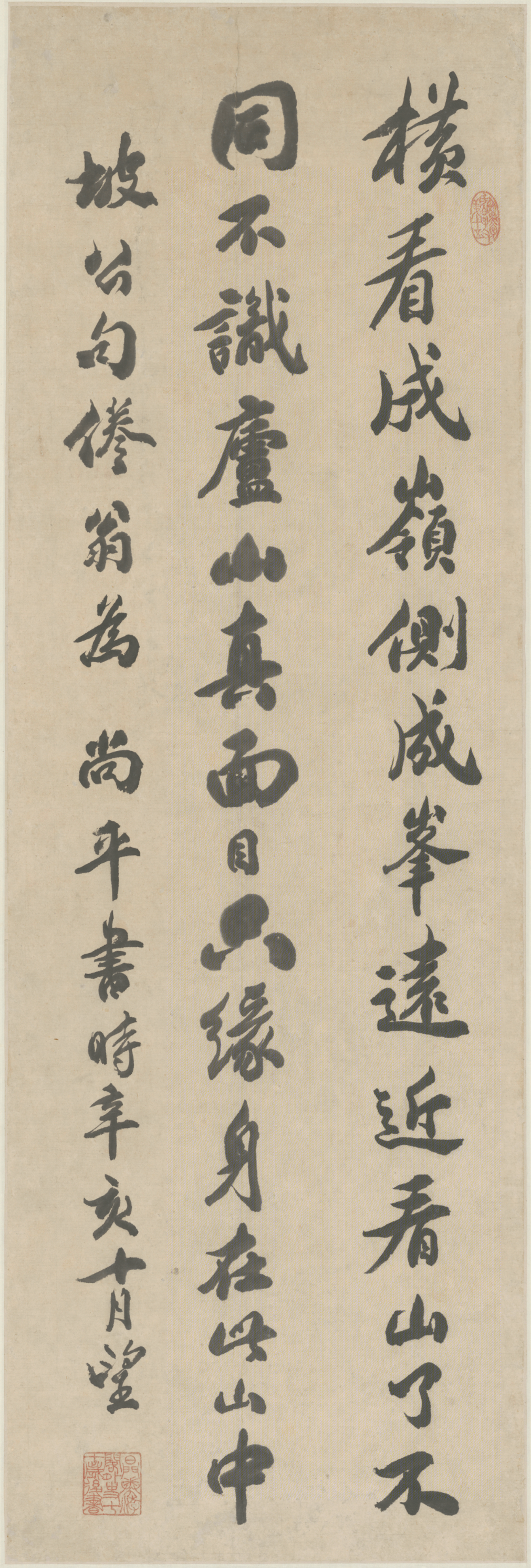
清包世臣书《题西林壁》（北京故宫博物院藏）

題西林壁是一首由蘇軾所寫的一首古詩。蘇軾在元豐七年（1084年）遷往汝州，四月離開黃州，途經廬山作詩。:116這首詩是蘇軾在廬山遊玩所提七首詩句的最後一首，總結了廬山的全貌。

## 內容
橫看成嶺側成峰，遠近高低各不同；

不識廬山真面目，只緣身在此山中。————宋·蘇軾，《題西林壁》

## 分析
孫瑋騂對於當中的「隱秀」和「模糊」作出了分析，認為詩中通過毫無生難字的精練文字，以引發出無窮的內涵和意義。他指出廬山常年有霧，因此他雖然沒有寫出廬山的形，但是寫出了廬山的神態出來，以自然和人的關係表達出自然所含的道理，從當中看見了生氣和靈機。他又指出，廬山是眾多文人騷客都來提詩的地方，因此實際上富涵文化意義，有豐富的風貌。故此，在「橫看成嶺側成峰，遠近高低各不同」一句之中，讀者和觀山者可以結合自己對於廬山的見解，經過自己的想像，再加以創造。
黎烈南認為，蘇軾在欣賞山水時都經常會從多個角度觀察，在诗文中都呈现出「网罗殆尽、 无一遗露」的意向。觀察此詩，他認為「橫」、「側」、「遠」、「近」、「高」、「低」表達了「人情變化無窮」的多樣性。而他認為「橫看成嶺側成峰」一句表達了眼前總是無窮欲望所困擾的的現象，「廬山」實際上是一個象徵。